# Membre de la Flotte
Le membre de la Flotte était possédé par la commanderie du Déluge qui était des terres dont une partie était enclavée dans le parc du château de Beljames à Marcoussis et dans lequel il y avait une fontaine dite La Flotte.

## Sources
- Eugène Mannier, Les commanderies du grand prieuré de France d'après les documents inédits conservés aux archives nationales à Paris, Paris, 1872 (lire en ligne)